# Samuel Andrew Stouffer
Samuel Andrew Stouffer (* 6. Juni 1900 in Sac City, Iowa; † 24. August 1960) war ein US-amerikanischer Sozialpsychologe und Soziologe sowie 43. Präsident der American Sociological Association. Stouffer gilt als Pionier der Umfrageforschung und Klassiker der Militärsoziologie.

## Leben
Nach einem Bachelor-Studium in Iowa ging Stouffer an die Harvard University, wo er 1923 das Master-Examen ablegte. Nach journalistischer Tätigkeit konzentrierte er sich auf das Fach Soziologie und wurde 1930 an der University of Chicago zum Ph.D. promoviert. Bereits in seiner Dissertation beschäftigte er sich mit den Methoden der empirischen Sozialforschung. Er lehrte als Professor für Soziologie und Sozialstatistik in Chicago, der Universität London und der University of Wisconsin–Madison.
Stouffer konzipierte und leitete große sozialwissenschaftliche Umfragen. Während des Zweiten Weltkrieges ließ er ca. 550.000 amerikanischer Soldaten im Rahmen von ca. 200 verschiedenen Studien zu den unterschiedlichsten militärischen Fragestellungen befragen. An diesen Forschungen waren neben Leonard Slater Cottrell auch die Soziologen Paul Felix Lazarsfeld und Louis Guttman beteiligt.
Stouffer erarbeitet auf Grundlage der Daten das theoretische Konzept der relativen Deprivation. 
1954 ließ er 6000 US-amerikanischen Bürger befragen, um ihre Haltung zum Abweichenden Verhalten zu testen. Das Ergebnis bestätigte die verbreitete Intoleranz der McCarthy-Ära.
Stouffer amtierte 1953 als Präsident der American Sociological Association. 1950 wurde er in die American Academy of Arts and Sciences und 1952 in die American Philosophical Society gewählt.

## Schriften (Auswahl)
- mit Paul Felix Lazarsfeld: Research memorandum on the family in the depression. Social Science Research Council, New York 1937.
- The American Soldier. 4 Bände, Princeton University Press, Princeton 1949.
- Communism, Conformity & Civil Liberties. A Cross Section of the Nation Speaks its Mind. Garden City, New York 1955.
- Social research to test ideas. Selected writings. Free Press of Glencoe, New York 1962.